# إبراهيم حسن عدو
إبراهيم حسن عدّو ( (بالصومالية: Ibraahin Xasan Caddoow)‏، سياسي صومالي بارز، ووزير التعليم العالي في الحكومة الفيدرالية الصومالية، توفي في تفجير فندق شامو 2009.

## خلفية
تقلّد إبراهيم حسن عدّو منصب رئيس قسم الشؤون الخارجية في اتحاد المحاكم الإسلامية في الصومال، عقب عودته من الولايات المتحدة التي عمل فيها كمسؤول إداري في الجامعة الأمريكية في واشنطن. بعد عودته عام 1999 شغل منصب رئيس جامعة بنادر في العاصمة الصومالية مقديشو، كما مثل اتحاد المحاكم الإسلامية في مناقشاته في الخرطوم ونيروبي مع الحكومة الاتحادية الانتقالية الصومالية.
في 8 يناير 2007 ومع احتدام المعارك في رأس كمبوني، أعلن البروفيسور عدّو من اليمن أن المحاكم الإسلامية مستعدة للدخول في مفاوضات مع الحكومة الاتحادية الانتقالية. إلا أن عرضه قوبل بالرفض من قبل رئيس الحكومة الاتحادية الانتقالية عبد الله يوسف أحمد رافضا إجراء أي محادثات سلام في هذه المرحلة.
قاد إبراهيم عدّو المفاوضات التي أجراها تحالف إعادة تحرير الصومال مع الحكومة الانتقالية وصولا إلى انتخاب شريف شيخ أحمد رئيسا للبلاد في 31 يناير 2009، حينها رجع عدّو إلى الصومال وعُين وزيرا للتربية والتعليم، في 21 فبراير 2009

## وفاته
في 3 ديسمبر 2009، قُتل البروفيسور إبراهيم حسن عدّو في تفجير فندق شامو أثناء حفل تخرج طلبة كلية الطب بجامعة بنادر بجانب وزيرة الصحة قمر آدم علي ووزير التربية والتعليم أحمد عبد الله واييل.

## روابط خارجية
حوار بين عدو وأزهري حول التدخل الإثيوبي في الصومال